# Liste der Baudenkmale im Landkreis Vorpommern-Rügen

Karte des Landkreises Vorpommern-Rügen

Wappen des Landkreises

Diese Liste enthält die Baudenkmale im Landkreis Vorpommern-Rügen. Grundlage ist die Denkmalliste des Landkreises Vorpommern-Rügen. Die Angaben in den einzelnen Listen ersetzen nicht die rechtsverbindliche Auskunft der zuständigen Denkmalschutzbehörde.

## Aufteilung
Wegen der großen Anzahl von Kulturdenkmalen im Landkreis Vorpommern-Rügen ist diese Liste in Teillisten nach den Städten und Gemeinden aufgeteilt.
| Stadt/Gemeinde        | Karte | Denkmalliste | Bild eines Denkmals              |
| --------------------- | ----- | ------------ | -------------------------------- |
| Ahrenshagen-Daskow    |       | Baudenkmale  | Kirche                           |
| Ahrenshoop            |       | Baudenkmale  | Kirche                           |
| Altefähr              |       | Baudenkmale  | Kirche                           |
| Altenkirchen          |       | Baudenkmale  | Kirche                           |
| Altenpleen            |       | Baudenkmale  | Gutshaus                         |
| Baabe                 |       | Baudenkmale  | Restaurant                       |
| Bad Sülze             |       | Baudenkmale  | Mühle                            |
| Barth                 |       | Baudenkmale  | Stadttor                         |
| Bergen auf Rügen      |       | Baudenkmale  | Ernst-Moritz-Arndt-Turm          |
| Binz                  |       | Baudenkmale  | Kurhaus                          |
| Born a. Darß          |       | Baudenkmale  | Leuchtturm                       |
| Breege                |       | Baudenkmale  | Wohnhaus                         |
| Buschvitz             |       | Baudenkmale  |                                  |
| Dettmannsdorf         |       | Baudenkmale  | Gutshaus                         |
| Deyelsdorf            |       | Baudenkmale  | Kirche                           |
| Dierhagen             |       | Baudenkmale  | Gaststätte                       |
| Divitz-Spoldershagen  |       | Baudenkmale  | Gaststätte                       |
| Dranske               |       | Baudenkmale  | Bauernhaus                       |
| Drechow               |       | Baudenkmale  | Kirche                           |
| Dreschvitz            |       | Baudenkmale  | Kirche                           |
| Eixen                 |       | Baudenkmale  | Kirche                           |
| Elmenhorst            |       | Baudenkmale  | Kirche                           |
| Franzburg             |       | Baudenkmale  | Rathaus                          |
| Fuhlendorf            |       | Baudenkmale  | Kirche                           |
| Garz/Rügen            |       | Baudenkmale  | Ernst-Moritz-Arndt-Museum        |
| Gingst                |       | Baudenkmale  | Gut                              |
| Glewitz               |       | Baudenkmale  | Wasserburg                       |
| Glowe                 |       | Baudenkmale  | Schloss                          |
| Göhren                |       | Baudenkmale  | Büdnerei                         |
| Grammendorf           |       | Baudenkmale  | Klappbrücke                      |
| Gransebieth           |       | Baudenkmale  | Kirche in Kirch Baggendorf       |
| Gremersdorf-Buchholz  |       | Baudenkmale  | Kapelle in Wolfsdorf             |
| Grimmen               |       | Baudenkmale  | Stadttor                         |
| Groß Kordshagen       |       | Baudenkmale  | Kirche                           |
| Groß Mohrdorf         |       | Baudenkmale  | Gutsanlage                       |
| Gustow                |       | Baudenkmale  | Kirche                           |
| Hugoldsdorf           |       | Baudenkmale  |                                  |
| Insel Hiddensee       |       | Baudenkmale  | Ort Neuendorf                    |
| Jakobsdorf            |       | Baudenkmale  |                                  |
| Karnin                |       | Baudenkmale  |                                  |
| Kenz-Küstrow          |       | Baudenkmale  | Kirche                           |
| Klausdorf             |       | Baudenkmale  | Aussichtsturm                    |
| Kluis                 |       | Baudenkmale  | Turmruine                        |
| Kramerhof             |       | Baudenkmale  | Gutshaus                         |
| Lancken-Granitz       |       | Baudenkmale  | St. Andreas                      |
| Lietzow               |       | Baudenkmale  | „Schlösschen“                    |
| Lindholz              |       | Baudenkmale  |                                  |
| Lohme                 |       | Baudenkmale  | Schloss Ranzow                   |
| Löbnitz               |       | Baudenkmale  |                                  |
| Lüdershagen           |       | Baudenkmale  | Georgskirche                     |
| Lüssow                |       | Baudenkmale  | Wasserwerk                       |
| Marlow                |       | Baudenkmale  | Rathaus                          |
| Millienhagen-Oebelitz |       | Baudenkmale  |                                  |
| Mönchgut              |       | Baudenkmale  | Schulmuseum                      |
| Neuenkirchen          |       | Baudenkmale  | Kirche                           |
| Niepars               |       | Baudenkmale  | Kirche                           |
| Pantelitz             |       | Baudenkmale  | Dorfkirche Pütte                 |
| Papenhagen            |       | Baudenkmale  | Dorfkirche Rolofshagen           |
| Parchtitz             |       | Baudenkmale  | Gutshaus Boldevitz               |
| Patzig                |       | Baudenkmale  | Kirche in Patzig                 |
| Poseritz              |       | Baudenkmale  | Kirche in Poseritz               |
| Preetz                |       | Baudenkmale  |                                  |
| Prerow                |       | Baudenkmale  | Seemannskirche (Prerow)          |
| Prohn                 |       | Baudenkmale  | Dorfkirche Prohn                 |
| Pruchten              |       | Baudenkmale  |                                  |
| Putbus                |       | Baudenkmale  | Orangerie Putbus                 |
| Putgarten             |       | Baudenkmale  | Leuchtturm Kap Arkona            |
| Ralswiek              |       | Baudenkmale  | Schloss Ralswiek                 |
| Rambin                |       | Baudenkmale  | St. Johannis Kirche in Rambin    |
| Rappin                |       | Baudenkmale  | St.-Andreas-Kirche in Rappin     |
| Ribnitz-Damgarten     |       | Baudenkmale  | Gutshaus Pütnitz                 |
| Richtenberg           |       | Baudenkmale  | Markt in Richtenberg             |
| Saal                  |       | Baudenkmale  | Dorfkirche Saal                  |
| Sagard                |       | Baudenkmale  | Rathaus Sagard                   |
| Samtens               |       | Baudenkmale  | Kirche Samtens                   |
| Sassnitz              |       | Baudenkmale  | Rathaus Sassnitz                 |
| Schaprode             |       | Baudenkmale  | St.-Johannes-Kirche in Schaprode |
| Schlemmin             |       | Baudenkmale  | Schloss Schlemmin                |
| Sehlen                |       | Baudenkmale  |                                  |
| Sellin                |       | Baudenkmale  | Haus „Eintracht“ in Sellin       |
| Semlow                |       | Baudenkmale  | Dorfkirche Semlow                |
| Splietsdorf           |       | Baudenkmale  | Jagdschloss Quitzin              |
| Steinhagen            |       | Baudenkmale  | Windmühle Steinhagen             |
| Stralsund             |       | Baudenkmale  | St.-Jakobi-Kirche in Stralsund   |
| Sundhagen             |       | Baudenkmale  | Kirche Horst                     |
| Süderholz             |       | Baudenkmale  | Schlosskapelle Griebenow         |
| Trent                 |       | Baudenkmale  | Gutshaus Venz                    |
| Tribsees              |       | Baudenkmale  | Mühlentor Tribsees               |
| Trinwillershagen      |       | Baudenkmale  | Kirche Langenhanshagen           |
| Ummanz                |       | Baudenkmale  | Fischerhaus in Freesenort        |
| Velgast               |       | Baudenkmale  | St.-Jürgen-Kirche in Starkow     |
| Weitenhagen           |       | Baudenkmale  |                                  |
| Wendisch Baggendorf   |       | Baudenkmale  |                                  |
| Wendorf               |       | Baudenkmale  | Gutshaus in Groß Lüdershagen     |
| Wieck a. Darß         |       | Baudenkmale  |                                  |
| Wiek                  |       | Baudenkmale  | Pfarrkirche St. Georg zu Wiek    |
| Wittenhagen           |       | Baudenkmale  | Heilgeistkirche in Abtshagen     |
| Wustrow               |       | Baudenkmale  | Windmühle in Wustrow             |
| Zarrendorf            |       | Baudenkmale  |                                  |
| Zingst                |       | Baudenkmale  | Rettungsschuppen in Zingst       |
| Zirkow                |       | Baudenkmale  | St.-Johannes-Kirche in Zirkow    |